# 特魯比日河

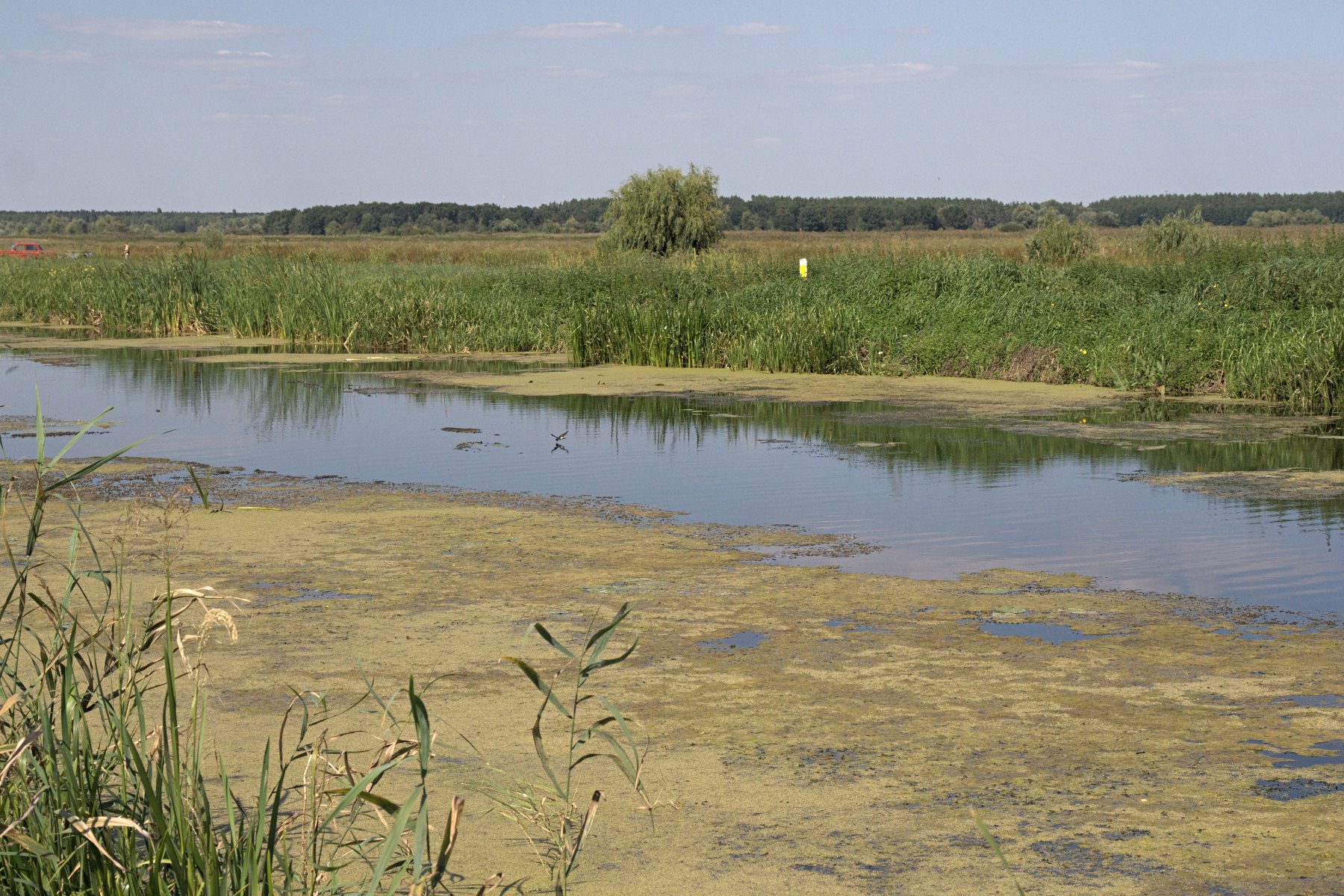

特魯比日河（烏克蘭語：Трубіж），是烏克蘭的河流，位於該國北部，流經切爾尼戈夫州和基輔州，屬於第聶伯河的右支流，河道全長113公里，流域面積4,700平方公里。